# 更木村 (岐阜県)
更木村（さらきむら）はかつて岐阜県稲葉郡に存在した村である。
稲羽町へ合併後、1963年（昭和38年）4月1日、稲葉郡鵜沼町、蘇原町、那加町と合併し各務原市となっている。

## 概要
- 現在の各務原市の大野町、小佐野町、上戸町、三井町、三井東町、三井北町、三井山町などに該当する。
- 村名は、各務郡西部一帯の古い地名、更木郷に由来するが、更木郷は現在の各務原市那加地区の存在した郷であり、更木村の地域は更木郷では無い[1]。
- 役場の跡地は、稲羽西福祉センターになっている。

## 歴史
- 1884年（明治17年） - 山脇村、上戸村、大野村、小佐野村、三井村で組合役場を三井村に設置[2]。
- 1889年 (明治22年）7月1日 - 山脇村が下切村と合併し、若宮村が発足。上戸村、大野村、小佐野村、三井村の4ケ村の組合役場となる[2]。
- 1897年（明治30年）4月1日 - 上戸村、大野村、小佐野村、三井村が合併し更木村が発足。
- 1955年（昭和30年）2月11日 - 羽島郡中屋村と稲葉郡前宮村と合併し、稲羽町になる。同日更木村廃止。

## 小・中学校
- 更木村立更木小学校 （現・各務原市立稲羽西小学校）跡地は更木保育所、稲羽西福祉センター。
- 組合立共和中学校 （更木村と中屋村との学校組合立中学校。校舎は中屋村に存在）

## 名所・史跡
- 御井神社
  - 三井池龍宮山（濃飛八景の第五位）
- 熊野神社
- 神明神社
- 春日神社
- 三井城
- 三井山